# 탄소가격제
탄소 가격 책정 (또는 CO2 가격 책정 )은 정부가 기후 변화를 해결하는 방법으로, 오염자가 기후의 주요 원인인 석탄, 석유 및 가스의 연소를 줄이도록 장려하기 위해 온실가스 배출에 금전적 비용을 적용한다. 이 방법은 온실가스 배출을 줄이기 위한 효율적인 정책으로 널리 합의되었다. 탄소 가격 책정은 CO2 및 기타 온실가스 (GHG) 배출이 부정적인 외부 효과, 즉 어떤 시장에서도 비용을 청구하지 않는 해로운 제품이라는 경제적 문제를 해결하려고 한다.
탄소 가격은 일반적으로 탄소세 또는 탄소 배출권 거래 시스템 (일반적으로 배출권 거래 제도 (ETS)을 통해)의 형태를 취하며, 이는 배출권을 구매해야 하는 요건이다.
2021년 전 세계 온실가스 배출량의 21.7%가 탄소 가격 책정에 포함되며, 이는 중국 국가 탄소 거래 제도 도입으로 인해 크게 증가한 수치이다. 탄소 가격이 책정되는 지역에는 대부분의 유럽 국가와 캐나다가 포함된다. 반면, 인도 , 러시아 , 걸프 지역 국가 및 미국의 많은 주와 같은 상위 배출국은 탄소 가격 책정을 도입하지 않았다.  호주는 2012년부터 2014년까지 탄소 가격 책정 제도를 시행했다. 2020년 탄소 가격 책정으로 인해 530억 달러의 수익이 창출되었다.
기후 변화에 관한 정부 간 패널에 따르면 탄소 배출량을 1.5°C 한도 이하로 유지하려면 2030년에 $135~$5500, 2050년에 미터톤 CO2 당 $245~$13,000의 가격 수준이 필요할 것이다.
탄소의 사회적 비용에 대한 최신 모델은 경제 피드백과 전 세계 GDP 성장률 하락으로 인해 $300/tCO2  이상의 피해를 계산하는 반면, 정책 권장 사항은 약 $50~$200이다. 중국의 ETS를 포함한 많은 탄소 가격 책정 계획은 $10/tCO2 미만으로 유지된다. 한 가지 예외는 2023년 2월에 €100/ tCO2 ($108)를 초과한 유럽 연합 배출권거래제 (EU-ETS)이다.
탄소세는 일반적으로 단순성과 안정성 때문에 경제적 이유로 선호되는 반면, 배출권 거래제는 이론적으로 남은 탄소 예산에 할당량을 제한할 수 있는 가능성을 제공한다. 현재 구현은 특정 감소 목표를 충족하도록 설계되었다.

## 목적
탄소 가격 책정은 많은 경제학자들에 의해 배출량을 줄이는 가장 효율적인 방법으로 간주된다. 이는 가능한 최소한의 비용으로 배출량을 줄이는 것을 의미하며, 이러한 비용에는 효율성 조치 비용뿐만 아니라 화석 연료가 제공하는 재화와 서비스를 덜 사용하는 불편함의 비용도 포함된다. 이러한 효율성은 시장 실패 (탄소 배출에 대한 가격이 책정되지 않은 외부 비용)를 원천적 으로 제거하고 이러한 비용에 가격을 책정함으로써 발생한다.
경제학자들은 규제 기관이 각 배출원이 배출을 통해 받는 가치를 알아내는 데 극도로 어려움을 겪기 때문에 규제 기관이 배출할 수 있는 사람과 할 수 없는 사람을 선택하는 경우 이러한 효율적인 결과는 거의 불가능하다고 한다. 이것이 경제학이 명령 및 통제 규제가 효율적이지 않고 탄소 가격 책정과 같은 시장 메커니즘보다 덜 효율적이라고 가르치는 이유이다. IPCC의 말에 따르면 "[재생 에너지 보조금]은 완화 유도를 위한 탄소세 및 배출권 거래에 대한 덜 효율적인 대안이다"(섹션 3.8.1.2).

## 컨셉

### 배출권 거래제
이 부분의 본문은 탄소배출권 거래이다.
배출권 거래 설계 에서 배출권 시장은 탄소 가격을 배출권 제한이 충족되는 수준으로 자동 조정한다. 정부는 연간 1000tCO2 와 같은 배출 상한선을 설정한다. 그런 다음 이해관계자에게 허용량을 제공하거나 최고 입찰자에게 경매한다. 허가증이 배포된 후에는 개인적으로 거래할 수 있다. 필수 허용량이 없는 배출자는 허가를 구입하는 것보다 더 많은 비용이 드는 벌금에 직면한다. 한도가 낮으면 허가서의 공급이 부족하고( 희소성 ) 허가서의 가격이 높아진다.
EU ETS는 이 방법을 사용한다. 실제로 이는 2005년부터 2009년까지 상당히 강력한 탄소 가격을 가져왔지만 나중에 대불황뿐만 아니라 공급 과잉으로 인해 약화 되었다. 최근 정책 변화로 인해 2018년 이후 탄소 가격이 급격히 증가하여 2023년 2월에 100€/tCO2($118)를 초과했다.

### 탄소세
이 섹션은 탄소세 에서 발췌한 것이다.
탄소세는 상품과 서비스를 생산하면서 발생하는 탄소 배출량에 대해 부과되는 세금 탄소세는 탄소 배출의 숨겨진 사회적 비용을 가시화하기 위한 것이다 . 이는 본질적으로 화석 연료 가격을 인상하여 온실가스 배출을 줄이도록 설계되었다. 이는 배출량이 많은 상품과 서비스에 대한 수요를 줄이고 탄소 집약도를 낮추도록 장려한다. 석탄 , 석유 , 천연가스 등 화석연료가 연소되면 탄소의 대부분 또는 전부가 CO2로  된다. 온실가스 배출은 기후변화를 야기한다. 이러한 부정적인 외부 효과는 제품 주기의 어느 시점에서든 탄소 함량에 세금을 부과함으로써 줄일 수 있다.
가장 간단한 형태의 탄소세는 CO2 배출에만 적용된다. 이는 또한 CO2에 해당하는 지구 온난화 잠재력을 기준으로 그러한 배출에 세금을 부과하여 메탄이나 아산화질소 와 같은 다른 온실가스 에도 적용할 수 있다. 탄소세는 피고비안 세금의 일종이다.

#### 하이브리드 디자인
배출권 거래 시스템에는 하한선과 상한선이 있는 가격 안정성 조항이 포함될 수 있다. 이러한 디자인 종종 하이브리드 디자인이라고 한다.:47  가격이 이러한 한도에 의해 통제되는 한, 이는 세금으로 간주될 수 있다.

### 탄소세와 배출권 거래
탄소배출권 거래는 배출자가 생산하는 배출량에 대한 정량적 제한을 설정하는 방식으로 이루어진다. 결과적으로 가격은 자동으로 이 목표에 맞춰 조정된다. 이것이 고정 탄소세 와 비교했을 때 가장 큰 장점이다. 탄소세는 배출권거래제 프로그램보다 광범위한 규모로 시행하기가 더 쉬운 것으로 간주된다. 탄소세의 단순성과 즉각성은 캐나다 브리티시컬럼비아에서 5개월 만에 제정 및 시행되어 그 효과가 입증되었다. 하이브리드 탄소 배출권 거래 프로그램은 가격 인상을 제한하고 경우에 따라 가격 하한선도 설정한다. 상한은 정해진 가격으로 시장에 더 많은 배출권을 추가함으로써 설정되며, 하한 가격은 하한보다 낮은 가격으로 시장에 판매되지 않도록 하여 유지된다. 예를 들어, 지역 온실가스 이니셔티브(Regional Greenhouse Gas Initiative)는 비용 억제 조항을 통해 배출권 가격의 상한선을 설정한다.
그러나 업계에서는 탄소세를 면제받기 위해 성공적으로 로비를 벌일 수도 있다. 따라서 배출권 거래를 통해 오염자는 배출량을 줄일 유인이 있지만, 탄소세가 면제되면 배출량을 줄일 유인이 없다는 주장이 있다. 배출권을 자유롭게 배포하는 것은 잠재적으로 부패한 행동으로 이어질 수 있다.
대부분의 배출권 거래 프로그램에는 일반적으로 매년 고정된 비율로 내림차순 상한제가 적용되어 있으며, 이는 시장에 확실성을 제공하고 시간이 지남에 따라 배출량이 감소할 것을 보장한다. 세금을 사용하면 탄소 배출 감소 추정치가 있을 수 있지만 이는 기후 변화 과정을 바꾸는 데 충분하지 않을 수 있다. 감소하는 한도는 확고한 감축 목표를 허용하고 목표 달성 여부를 측정하는 시스템을 제공한다. 또한 엄격한 세금과 달리 유연성을 허용한다. 배출권 거래에 따라 배출권(허용권이라고도 함)을 제공하는 것은 보다 정확한 배출 확실성 목표 수준이 필요한 상황에서 선호된다.

### 수익 정책
탄소 수익 사용에 대한 표준 제안에는 다음이 포함된다.
- 1인당 대중에 대한 수익[28] 이는 값싼 풍력 및 태양광 발전을 아직 이용할 수 없는 한 에너지 가격 상승이 높은 수준에 도달할 위험을 보상할 수 있다. 탄소 발자국이 더 큰 경향이 있는 부유한 사람들은 더 많은 비용을 지불하는 반면, 가난한 사람들은 그러한 규제로부터 혜택을 받을 수도 있다.
- 재생 에너지로의 전환을 가속화하는 보조금
- 탄소 중립을 촉진하는 연구, 대중 교통, 자동차 공유 및 기타 정책
- 네거티브 배출에 대한 보조금: PyCCS 또는 BECCS 와 같은 기술에 따라 네거티브 배출을 생성하는 데 드는 비용은 CO2 톤당 약 150~165달러이다.[29] 과거 배출 제거량-총 1,700Gt[30]-은 이론적으로 제안된 배출의 제거 비용을 초과하는 가격부터 시작하는 배출권 경매를 통해 해결할 수 있다.

## 탄소의 사회적 비용
이 부분의 본문은 탄소의 사회적 비용이다.
1톤의 CO2 로 인한 정확한 금전적 피해는 기후 및 경제적 피드백 효과에 따라 달라지며 어느 정도 불확실하다. 최근 계산에 따르면 증가 추세를 보인다. 동적 모델에는 할인율이 포함된다. 이로 인해 현재 상태에서는 비용이 낮아지고 탄소 예산이 모두 소진되면 비용이 높아진다.
| 원천                       | 년도      | tCO2 당 탄소 가격 | 비고                                                |
| -------------------------- | --------- | ----------------- | --------------------------------------------------- |
| 부처간 실무그룹(미국 정부) | 2013/2016 | $42               | 2020년 할인율 3%에 대한 중앙 추정                   |
| 부처간 실무그룹(미국 정부) | 2013/2016 | $212              | 2050년 높은 영향력 가치 / 3% 할인 / 95번째 백분위수 |
| 독일 환경청                | 2019      | $213 (180€)       | 1% 시간 선호                                        |
| 독일 환경청                | 2019      | $757 (640€)       | 시간 선호 없이                                      |
| Kikstraet al.              | 2021      | $3372             | 경제적 피드백을 포함하여                            |

## 가격 수준
시스템의 약 1/3은 $10/tCO2 미만으로 유지되며 대부분은 $40 미만이다. 한 가지 예외는 2021년 9월에 $60에 도달한 EU-ETS의 가파른 경사이다. 스웨덴과 스위스는 $100/tCO2 이상을 기록한 유일한 국가이다.

### 화석 연료의 시장 가격 급등
2021년 천연가스 가격과 석유, 석탄 등 원자재 가격이 예상치 못하게 급등하면서 추가적인 사회적 부담을 피하기 위해 탄소 가격 인상을 연기해야 하는지 논란이 있었다. 반면, 1인당 재분배는 부유한 인구 집단에 비해 에너지를 덜 소비하는 경향이 있는 가난한 가구를 해방시킬 수도 있다. 높은 탄소 가격이 높을수록 완화 효과도 커진다. 하지만 개별 상황을 보면 농촌 통근자나 단열이 불량한 주택에 사는 사람에게는 보상이 적용되지 않을 것이다. 그들은 화석 연료를 덜 사용하는 솔루션에 투자할 유동성이 없으며 크레딧이나 보조금에 의존하게 된다. 반면, 탄소 가격은 여전히 고배출 석탄과 달리 CCGT 가스 터빈 과 같은 보다 효과적인 화석 연료 기술을 사용하려는 인센티브를 제공하는 데 도움이 된다.

## 범위 및 적용 범위
ETS 및 세금을 적용하는 관련 국가에서는 배출량의 약 40~80%가 포함된다. 계획이 세부적으로 많이 다르다. 여기에는 메탄이나 불화 가스와 같은 CO2 외에 연료, 운송, 난방, 농업 또는 기타 온실 가스가 포함되거나 제외된다. 프랑스나 독일과 같은 많은 EU 회원국에는 두 가지 시스템이 공존한다. EU-ETS는 발전 및 대규모 산업 배출량을 다루는 반면 국가 ETS 또는 세금은 휘발유, 천연 가스 및 민간 석유에 다른 가격을 부과한다. 소비.
| 국가/지역 | 유형 | 공유 | 취재/비고                                      | 2020년 수익                                  |
| 유럽 연합 | ETS  | 39%  | 산업, 전기, EU 역내 항공                       | 225억 달러                                   |
| 중국      | ETS  | 40%  | 전기, 지역난방                                 | 2021년 출시                                  |
| 캐나다    | 세   | 22%  | 캐나다의 국가별 가격 , 지방의 추가 세금 및 ETS | 34억 달러                                    |
| 프랑스    | 세   | 35%  | 비EU-ETS                                       | 96억 달러                                    |
| 독일      | ETS  | 40%  | 비 EU-ETS: 운송, 난방                          | 87억 5천만 달러(74억 유로) 예상, 2021년 출시 |
| 일본      | 세   | 75%  |                                                | 24억 달러                                    |
| 스웨덴    | 세   | 40%  | 교통, 건물, 산업, 농업                         | 23억 달러                                    |

#### 기타 세금 및 가격 구성요소
연료 및 전기 에너지의 최종 소비자 가격은 각 국가의 개별 세금 규정 및 조건에 따라 다르다. 탄소 가격 책정의 역할이 증가하고 있지만 에너지세, 부가가치세, 유틸리티 비용 및 기타 구성 요소는 여전히 국가 간 가격 수준이 완전히 다른 주요 원인이다.

## 소매가에 미치는 영향
이 표는 그에 따라 100달러 또는 기타 통화 100단위 의 탄소 가격에 대한 예를 제공한다. 식품 계산은 모두 메탄 배출의 높은 영향을 포함하여 CO2 등가물을 기준으로 한다.
| 연료      | 영향  |
| --------- | ----- |
| 휘발유 1L | $0.24 |
| 1L 디젤   | $0.27 |

| 운송                                  | 영향    | 비고                                                                       |
| ------------------------------------- | ------- | -------------------------------------------------------------------------- |
| 500km 자동차 여행, 1인승              | $8.40   | 100km당 7L 휘발유                                                          |
| 좌석당 500km 제트기                   | $6.70   | 0.134 kgCO2 /km, 국내선 NZ, A320, 173석, 모두 점유됨, 복사강제력 승수 포함 |
| 좌석당 500km 소형 항공기              | $32.95  | 0.659 kgCO2 /km, 국내선 NZ, 50석 미만, 전석                                |
| 좌석당 5000km 제트기, 이코노미 클래스 | $76.50  | 0.153kgCO2 /km, >3700km                                                    |
| 좌석당 5000km 제트기, 일등석          | $292.50 | 0.585kgCO2 /km, >3700km                                                    |

| 전기                  | 영향  |
| --------------------- | ----- |
| 1kWh 갈탄             | $0.11 |
| 1kWh 무연탄           | $0.10 |
| 1kWh 천연가스         | $0.06 |
| 1kWh 천연가스( CCGT ) | $0.04 |

| 히트              | 영향  |
| ----------------- | ----- |
| 천연가스에서 1KWh | $0.02 |
| 경유에서 1KWh     | $0.03 |
| 경유 1L           | $0.29 |

| 음식         | 농장 문에서 | 수명주기 평가 | 출처 / 비고                   |
| ------------ | ----------- | ------------- | ----------------------------- |
| 양고기 1kg   | $2.04       | $3.92         | [ 44 ]                        |
| 쇠고기 1kg   | $1.52       | $2.70         | 열대 우림 토지 사용 시 $33.50 |
| 버터 1kg     | $1.47       |               | [ 45 ]                        |
| 치즈 1kg     | $0.98       | $1.35         | [ 44 ]                        |
| 돼지고기 1kg | $0.46       | $1.21         | [ 44 ]                        |
| 쌀 1kg       | $0.24       | $0.27         | 흰쌀밥                        |
| 닭고기 1kg   | $0.23       | $0.69         | [ 44 ]                        |
| 생선 1kg     | $0.41       | $0.61         | 연어/참치통조림               |
| 계란 1kg     | $0.20       | $0.41         | 계란 1개당 100g               |
| 견과류 1kg   | $0.13       | $0.23         | [ 46 ]                        |
| 우유 1L      | $0.11       | $0.19         | 지방 2%                       |
| 두부 1kg     | $0.07       | $0.20         | [ 46 ]                        |
| 감자 1kg     | $0.03       | $0.29         | 동부 아이다호                 |

## 경제학
참조: 기후 변화 완화의 경제학
탄소 가격 책정의 많은 경제적 특성은 탄소 가격이 상한선으로 책정되거나 세금으로 책정되는지 여부에 관계없이 유지된다. 그러나 몇 가지 중요한 차이점이 있다. 한도 기준 가격은 변동성이 높기 때문에 투자자, 소비자 및 경매를 허용하는 정부에 더 위험하다. 또한 상한제는 재생에너지 보조금과 같은 비가격 정책의 효과를 약화시키는 경향이 있는 반면, 탄소세는 그렇지 않다.

### 탄소 누출
탄소 누출은 한 국가/부문의 배출 규제가 동일한 규제의 적용을 받지 않는 다른 국가/부문의 배출에 미치는 영향이다. 장기적인 탄소 누출 규모에 대해서는 합의가 이루어지지 않았다.
누추율은 국내 완화 조치를 취하는 국가 외부의 CO2 배출량 증가를 국내 완화 조치를 취하는 국가의 배출량 감소로 나눈 값으로 정의된다. 따라서 누출율이 100%를 초과한다는 것은 국가 내 배출량을 줄이기 위한 조치가 다른 국가의 배출량을 더 크게 증가시키는 효과가 있었다는 것을 의미한다. 즉, 국내 완화 조치가 실제로 전 세계 배출량의 증가를 가져왔다는 의미이다.
교토 의정서에 따른 조치에 대한 누출률 추정치는 가격 경쟁력 손실로 인해 5%~20% 범위였지만 이러한 누출률은 매우 불확실한 것으로 간주되었다. 에너지 집약적 산업의 경우, 기술 개발을 통한 부속서 I 조치의 유익한 효과가 상당한 것으로 간주되었다. 그러나 이러한 유익한 효과는 확실하게 정량화되지 않았다. 그들이 평가한 경험적 증거에 대해 Barker et al. (2007)은 당시 EU-ETS와 같은 완화 조치의 경쟁적 손실이 크지 않다고 결론지었다.
EU ETS 규정에 따라 탄소 누출 노출 계수는 산업 시설에 대한 배출권 무료 할당량을 결정하는 데 사용된다.
개발도상국의 일반적인 인식은 무역 협상에서 기후 변화에 대한 논의가 고소득 국가의 녹색 보호주의로 이어질 수 있다는 것이다. CO2 1톤당 50달러의 탄소 가격과 일치하는 수입품에 대한 환경 관세 ("가상 탄소")는 개발도상국에게 중요할 수 있다. 2010년에 세계은행은 국경 관세를 도입하면 경쟁이 불균등한 것으로 간주되는 무역 조치의 확산으로 이어질 수 있다고 언급했다. 관세는 기후 변화 문제에 거의 기여하지 않은 저소득 국가에도 부담이 될 수 있다.

### 재생에너지 정책과의 상호작용
배출권거래제와 탄소세는 재생에너지 보조금과 같은 비가격 정책과 다르게 상호작용한다. IPCC는 이에 대해 다음과 같이 설명한다:
탄소세는 RE 공급에 대한 보조금과 같은 정책에 추가적인 환경 영향을 미칠 수 있다. 대조적으로, 배출권 거래 시스템에 구속력 있는 한도가 있는 경우(배출 관련 결정에 영향을 미칠 만큼 충분히 엄격함), RE 보조금과 같은 다른 정책은 한도가 적용되는 기간 내에 배출량을 줄이는 데 더 이상 영향을 미치지 않는다. [추가].:29

### 탄소 가격 책정과 경제 성장
2020년 연구에 따르면 탄소 가격은 부유한 산업화된 민주주의 국가의 경제 성장에 해를 끼치지 않았다.
따라서 그러한 비즈니스 모델이 매력적이게 되려면 보조금이 이 가치를 초과해야 한다. 여기서는 기술 진보에 따른 비용 절감을 기대할 수 있는 기술 개방성이 최선의 선택이 될 수 있다. 이미 오늘날 음의 배출을 생성하는 데 드는 비용은 톤당 220달러인 CO2 비용보다 낮다. 음의 배출을 생성하기 위한 국가 보조금 비즈니스 모델이 오늘날 이미 경제적으로 합리적이라는 것을 의미한다. 요약하자면, 탄소 가격은 미래의 배출량을 줄일 수 있는 잠재력을 갖고 있는 반면, 탄소 보조금은 과거의 배출량을 줄일 수 있는 잠재력을 가지고 있다.

## 장점과 단점
참조: 탄소 배출 거래
2013년 말, 미국 경제 협회 회장인 William Nordhaus는 국제 "탄소 가격 제도"에 대한 설명으로 정점을 이루는 The Climate Casino를 출판 했다. 그러한 체제는 탄소 가격에 대한 국가적 약속을 요구하지만 특정 정책은 요구 하지 않는다. 탄소세, 상한제 및 하이브리드 계획은 모두 이러한 약속을 충족하는 데 사용될 수 있다. 동시에 하버드의 선도적인 기후 경제학자인 마틴 와이츠먼(Martin Weitzman)은 그러한 체제가 국제 합의에 도달하는 것을 훨씬 더 쉽게 만들지만 국가 목표에 초점을 맞추면 계속해서 거의 불가능할 것이라고 주장하는 이론적 연구를 발표했다. Nordhaus도 이 주장을 펼치지만 덜 형식적이다.
유사한 견해가 이전에 Joseph Stiglitz에 의해 논의되었으며  이전에 여러 논문에 나타났다. 가격 약속 견해는 세계은행과 국제통화기금(IMF)이 취한 독립적인 입장으로부터 큰 지지를 얻은 것으로 보인다.

"기후 변화에 관한 경제학자들의 성명"은 1997년 9명의 노벨상 수상자들을 포함하여 2500명이 넘는 경제학자들이 서명했다. 이 성명서는 탄소 가격 책정에 대한 경제적 사례를 다음과 같이 요약한다:
기후 변화를 늦추는 가장 효율적인 접근 방식은 시장 기반 정책을 이용하는 것이다. 세계가 최소한의 비용으로 기후 목표를 달성하기 위해서는 국제배출권거래협정 등 국가 간 협력적 접근이 필요하다. 미국과 다른 국가들은 탄소세나 배출권 경매와 같은 시장 메커니즘을 통해 기후 정책을 가장 효율적으로 실행할 수 있다.
이 성명서는 탄소 가격 책정이 재생 가능한 보조금이나 개별 탄소 배출원에 대한 직접적인 규제와는 대조적으로 "시장 메커니즘"이므로 "미국과 다른 국가가 기후 정책을 가장 효율적으로 실행할 수 있는" 방법이라고 주장한다.
개인 및 기업을 위한 탄소 상쇄액은 Carbonfund.org Foundation과 같은 탄소 상쇄 소매업체를 통해 구입할 수도 있다.
니시무라 무츠요시(Mutsuyoshi Nishimura)가 제안한 새로운 수량 약속 접근법은 모든 국가가 동일한 글로벌 배출 목표를 약속하는 것이다. "정부 의회"는 글로벌 목표 금액만큼 허가증을 발급할 것이며 모든 상류 화석 연료 공급업체는 이러한 허가증을 구입해야 한다.
2019년 유엔 사무총장은 정부에 탄소세를 부과하도록 요청했다.
탄소 가격 책정의 경제학은 세금 및 배출권 거래제와 거의 동일하다. 두 가격 모두 효율적이다. 허가증이 경매되는 경우 동일한 사회적 비용과 이익에 대한 동일한 효과가 있다. 그러나 일부 경제학자들은 상한제가 재생 에너지 보조금과 같은 비가격 정책이 탄소 배출을 줄이는 것을 막는 반면, 탄소세는 그렇지 않다고 주장한다. 다른 사람들은 강제적인 상한제가 실제로 탄소 배출 감소를 보장하는 유일한 방법이라고 주장한다. 탄소세는 그렇게 할 여력이 있는 사람들이 계속해서 탄소를 배출하는 것을 막지는 못할 것이다.
배출권 거래 외에도 배출권 거래는 배출권 또는 상쇄 프로그램이라고도 하는 프로젝트 기반 프로그램을 의미할 수 있다. 이러한 프로그램은 승인된 프로젝트에서 제공하는 배출 감소에 대한 크레딧을 판매할 수 있다. 일반적으로 기존 규제에서 요구하는 것보다 배출량을 더 줄여야 한다는 추가 요건이 있다. 그러한 프로그램의 예로는 교토 의정서에 따른 청정 개발 체제(Clean Development Mechanism)가 있다. 이러한 배출권은 배출권 거래 프로그램을 준수하는 데 사용할 수 있는 다른 시설로 거래될 수 있다. 불행하게도 추가성 개념은 정의하고 모니터링하기가 어렵다. 그 결과 일부 회사에서는 이를 제거하기 위해 비용을 지불하기 위해 의도적으로 배출량을 늘렸다.
배출권 거래 프로그램은 종종 허가증의 "뱅킹"을 허용한다. 이는 허가증을 저장하고 나중에 사용할 수 있음을 의미한다. 이를 통해 기업은 향후 몇 년 동안 더 높은 탄소 가격을 예상하여 초기에 과도하게 준수할 수 있다. 허가 가격 안정화에 도움이 된다.

## 같이 보기
- 유럽연합 배출권거래제